# Cercococcyx mechowi
Cercococcyx mechowi е вид птица от семейство Cuculidae.

## Разпространение
Видът е разпространен в Ангола, Габон, Гана, Гвинея, Екваториална Гвинея, Камерун, Република Конго, Демократична република Конго, Кот д'Ивоар, Либерия, Нигерия, Сиера Леоне, Танзания, Того, Уганда и Централноафриканската република.